# Sentier de grande randonnée 96
Le sentier de grande randonnée 96 ou GR 96 est un sentier de grande randonnée de France situé dans les Alpes, entre la Savoie et la Haute-Savoie. Il relie Aix-les-Bains à Samoëns en passant par le massif des Bauges, celui des Bornes, la chaîne des Aravis, la vallée de l'Arve puis le massif du Giffre.
Long de 207 kilomètres, il cumule 11 917 mètres de dénivelé positif entre 244 mètres à Aix-les-Bains et 2 354 mètres au col de la Portette dans le massif du Giffre.